# Timofei Margasov
Timofei Vyacheslavovich Margasov (tiếng Nga: Тимофей Вячеславович Маргасов; sinh ngày 12 tháng 6 năm 1992) là một cầu thủ bóng đá chuyên nghiệp người Nga, hiện đang thi đấu ở vị trí hậu vệ phải cho PFC Sochi.

## Sự nghiệp câu lạc bộ
Anh có màn ra mắt tại Russian Second Division cho F.K. Akademiya Tolyatti vào ngày 24 tháng 4 năm 2011 trong trận đấu với FC Oktan Perm.
Anh thi đấu khi F.K. Tosno giành chức vô địch Cúp bóng đá Nga 2017–18 trước FC Avangard Kursk vào ngày 9 tháng 5 năm 2018 tại Volgograd Arena.

## Danh hiệu

### Câu lạc bộ
Rostov
- Cúp quốc gia Nga: 2013–14

Tosno
- Cúp quốc gia Nga: 2017–18

## Thống kê sự nghiệp
Tính đến 13 tháng 5 năm 2018
| Câu lạc bộ             | Mùa giải             | Giải vô địch                | Giải vô địch | Giải vô địch | Cúp     | Cúp       | Châu lục | Châu lục  | Khác    | Khác      | Tổng cộng | Tổng cộng |
| Câu lạc bộ             | Mùa giải             | Hạng đấu                    | Số trận      | Bàn thắng    | Số trận | Bàn thắng | Số trận  | Bàn thắng | Số trận | Bàn thắng | Số trận   | Bàn thắng |
| ---------------------- | -------------------- | --------------------------- | ------------ | ------------ | ------- | --------- | -------- | --------- | ------- | --------- | --------- | --------- |
| Akademiya Dimitrovgrad | 2008                 | PFL                         | 0            | 0            | 0       | 0         | –        | –         | –       | –         | 0         | 0         |
| Akademiya Tolyatti     | 2011–12              | PFL                         | 38           | 0            | 1       | 0         | –        | –         | –       | –         | 39        | 0         |
| Yenisey Krasnoyarsk    | 2012–13              | FNL                         | 11           | 0            | 2       | 0         | –        | –         | –       | –         | 13        | 0         |
| Rostov                 | 2012–13              | Giải bóng đá ngoại hạng Nga | 7            | 0            | 2       | 0         | –        | –         | 2       | 0         | 11        | 0         |
| Rostov                 | 2013–14              | Giải bóng đá ngoại hạng Nga | 7            | 0            | 1       | 0         | –        | –         | –       | –         | 8         | 0         |
| Sibir Novosibirsk      | 2014–15              | FNL                         | 26           | 1            | 2       | 0         | –        | –         | –       | –         | 28        | 1         |
| Rostov                 | 2015–16              | Giải bóng đá ngoại hạng Nga | 25           | 0            | 0       | 0         | –        | –         | –       | –         | 25        | 0         |
| Rostov                 | Tổng cộng (2 spells) | Tổng cộng (2 spells)        | 39           | 0            | 3       | 0         | 0        | 0         | 2       | 0         | 44        | 0         |
| Krylia Sovetov Samara  | 2016–17              | Giải bóng đá ngoại hạng Nga | 5            | 0            | 2       | 0         | –        | –         | –       | –         | 7         | 0         |
| Lokomotiv Moskva       | 2016–17              | Giải bóng đá ngoại hạng Nga | 2            | 0            | 1       | 0         | –        | –         | –       | –         | 3         | 0         |
| Lokomotiv Moskva       | 2017–18              | Giải bóng đá ngoại hạng Nga | 0            | 0            | 0       | 0         | 0        | 0         | –       | –         | 0         | 0         |
| Lokomotiv Moskva       | Tổng cộng            | Tổng cộng                   | 2            | 0            | 1       | 0         | 0        | 0         | 0       | 0         | 3         | 0         |
| Tosno                  | 2017–18              | Giải bóng đá ngoại hạng Nga | 9            | 0            | 3       | 0         | –        | –         | –       | –         | 12        | 0         |
| Tổng cộng sự nghiệp    | Tổng cộng sự nghiệp  | Tổng cộng sự nghiệp         | 130          | 1            | 14      | 0         | 0        | 0         | 2       | 0         | 146       | 1         |

Ghi chú
1. ↑  2 trận tại play-offs xuống hạng